# Kreis Arad

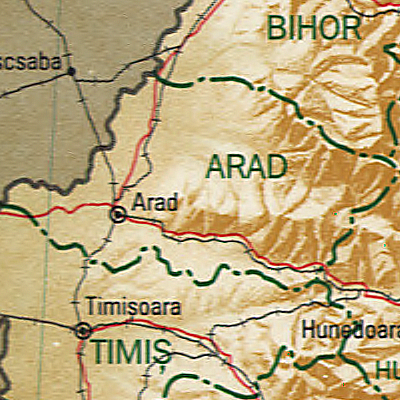
Karte des Kreises Arad

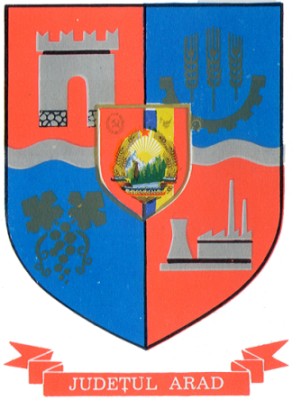
Wappen des Kreises Arad, zur Zeit des Realsozialismus

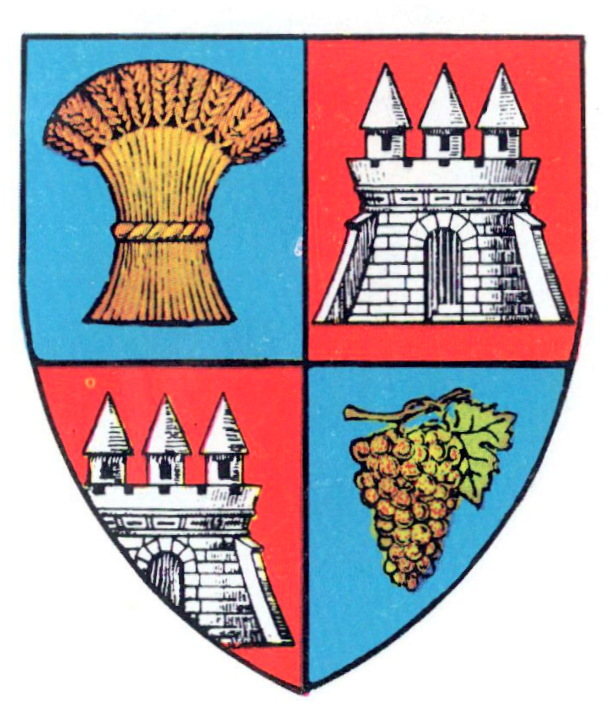
Wappen des Kreises Arad, in der Zwischenkriegszeit

Arad ist ein rumänischer Kreis (Județ) im Kreischgebiet und Banat mit der Kreishauptstadt Arad. Seine gängige Abkürzung und das Kfz-Kennzeichen sind AR.
Der Kreis Arad grenzt im Norden sowie Nordosten an den Kreis Bihor, im Osten an den Kreis Alba, im Osten sowie Südosten an den Kreis Hunedoara, im Süden an den Kreis Timiș und im Westen an Ungarn.

## Bevölkerung
Die Einwohnerzahl einiger Ethnien im Kreis Arad entwickelte sich ab 1930 wie folgt:
| Jahr | Einwohner | Rumänen | Magyaren | Deutsche | Roma   | Slowaken | Serben | Juden |
| ---- | --------- | ------- | -------- | -------- | ------ | -------- | ------ | ----- |
| 1930 | 423.649   | 258.239 | 82.488   | 52.202   | 5.883  | 11.790   | 1.969  | 9.048 |
| 1956 | 475.620   | 330.011 | 80.128   | 44.311   | 1.743  | 8.108    | 3.075  | 5.176 |
| 1966 | 481.248   | 344.302 | 75.445   | 43.874   | 2.645  | 7.317    | 2.850  | 1.862 |
| 1977 | 512.020   | 375.486 | 74.098   | 39.702   | 9.216  | 7.551    | 2.427  | 1.044 |
| 1992 | 487.617   | 392.600 | 61.011   | 9.392    | 13.325 | 6.760    | 1.746  | 299   |
| 2002 | 461.791   | 379.451 | 49.291   | 4.852    | 17.664 | 5.695    | 1.217  | 178   |
| 2011 | 430.629   | 340.670 | 36.568   | 2.909    | 16.475 | 4.462    | 849    | 116   |
| 2021 | 410.143   | 317.713 | 25.731   | 2.000    | 16.747 | 3.310    | 510    | 60    |

## Geographie
Der Kreis hat eine Gesamtfläche von 7754 km², dies entspricht 3,25 % der Fläche Rumäniens.

## Städte und Gemeinden

### Status der Ortschaften
Der Kreis Arad besteht aus offiziell 283 Ortschaften. Davon haben 10 den Status einer Stadt, 68 den einer Gemeinde. Die übrigen sind administrativ den Städten und Gemeinden zugeordnet.

### Größte Orte
| Stadt/Gemeinde                              | Einwohner |
| ------------------------------------------- | --------- |
| Arad (dt. Arad, ung. Arad)                  | 145.078   |
| Vladimirescu (dt. Glogowatz, ung. Glogovác) | 012.772   |
| Sântana (dt. Sanktanna, ung. Újszentanna)   | 012.460   |
| Pecica (dt. Petschka, ung. Pécska)          | 011.950   |
| Lipova (dt. Lippa, ung. Lippa)              | 010.040   |
| Ineu (ung. Borosjenő)                       | 008.807   |
| Șiria (dt. Hellburg, ung. Világos)          | 008.451   |
| Curtici (dt. Kurtitsch, ung. Kürtös)        | 007.279   |
| Chișineu-Criș (ung. Kisjenő )               | 007.212   |
| Pâncota (dt./ung. Pankota)                  | 006.787   |
| Nădlac (dt. Nadlak, ung. Nagylak)           | 006.713   |
| Vinga (dt. Winga, ung. Vinga)               | 006.083   |
| Macea (dt. Matscha, ung. Mácsa)             | 005.722   |
| Târnova (ung. Tornova)                      | 005.625   |
| Sebiș (dt. Sebesch, ung. Borossebes)        | 005.410   |
| (Stand: 1. Dezember 2021)                   |           |